# Rastrello a scarico intermittente

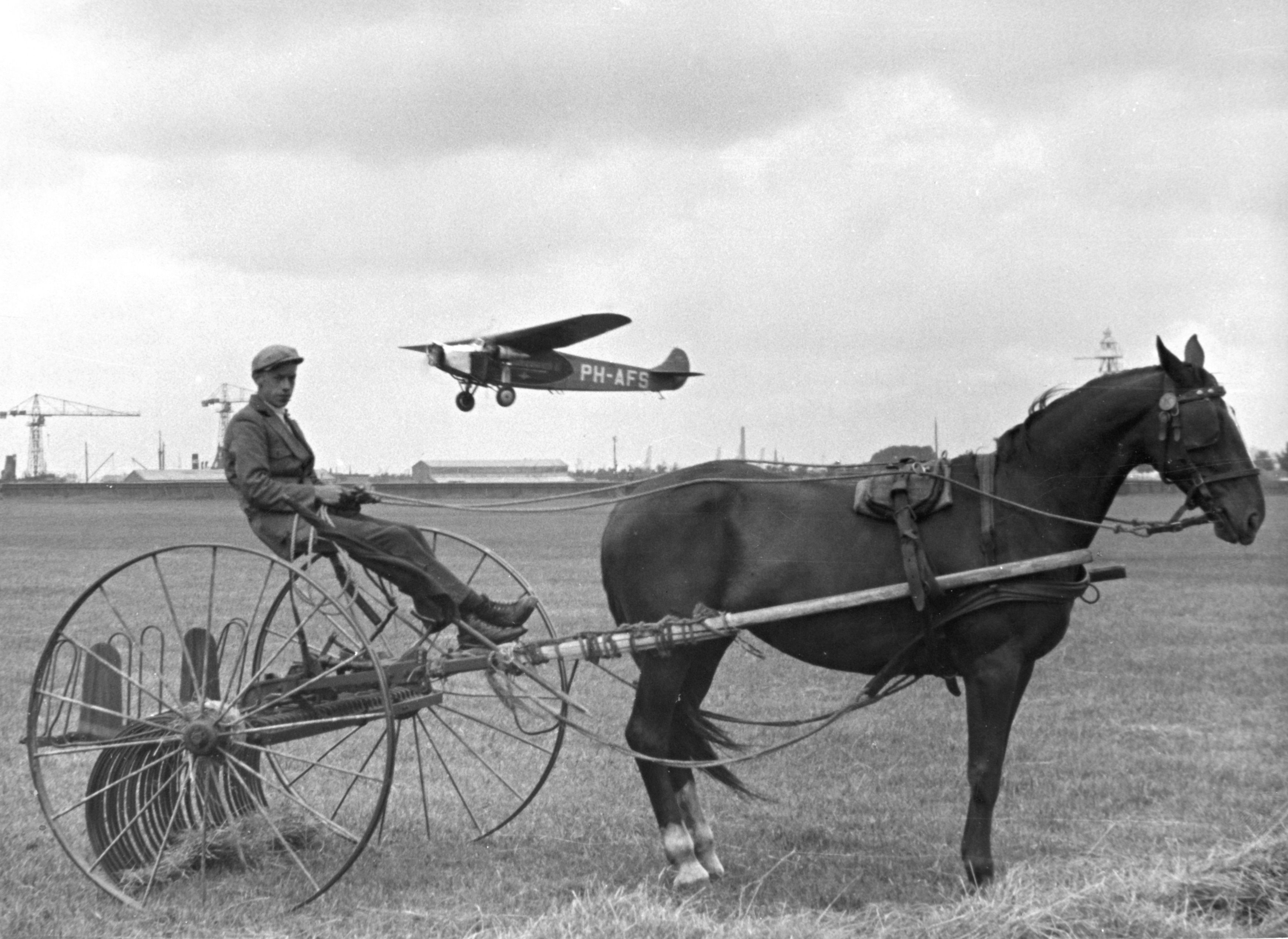
Rastrello a scarico intermittente a trazione animale.

Il rastrello a scarico intermittente è una macchina agricola impiegata, soprattutto in passato, per l'esecuzione della ranghinatura, operazione compresa nell'ambito dei lavori di fienagione. Secondariamente può essere impiegata anche per altri lavori agricoli in cui è richiesta la movimentazione di biomasse (residui colturali) e la disposizione in cumuli o in andane.
Appartiene alla categoria dei rastrelli meccanici e, più in generale, a quella delle macchine per la raccolta dei foraggi.

## Struttura
I rastrelli a scarico intermittente sono macchine a trazione animale o meccanica provviste di un telaio portante un pettine, trasversale rispetto alla direzione di avanzamento, composto da denti flessibili ricurvi in tondino d'acciaio.
Nel tipo a trazione animale, ampiamente diffuso fino ai primi decenni del XX secolo, il rastrello è in genere composto da un telaio poggiante su una coppia di ruote e provvisto di un sedile per l'operatore. La macchina era in genere trainata dal cavallo.
Nel tipo a trazione meccanica, poco diffuso perché ad esso è preferito il ranghinatore polivalente, la macchina, del tipo trainato, semiportato o portato, è azionata direttamente dal sollevatore idraulico della trattrice. La richiesta di modeste potenze la rende adatta all'abbinamento con trattrici polivalenti a due ruote motrici di bassa o media potenza.

## Caratteristiche del lavoro

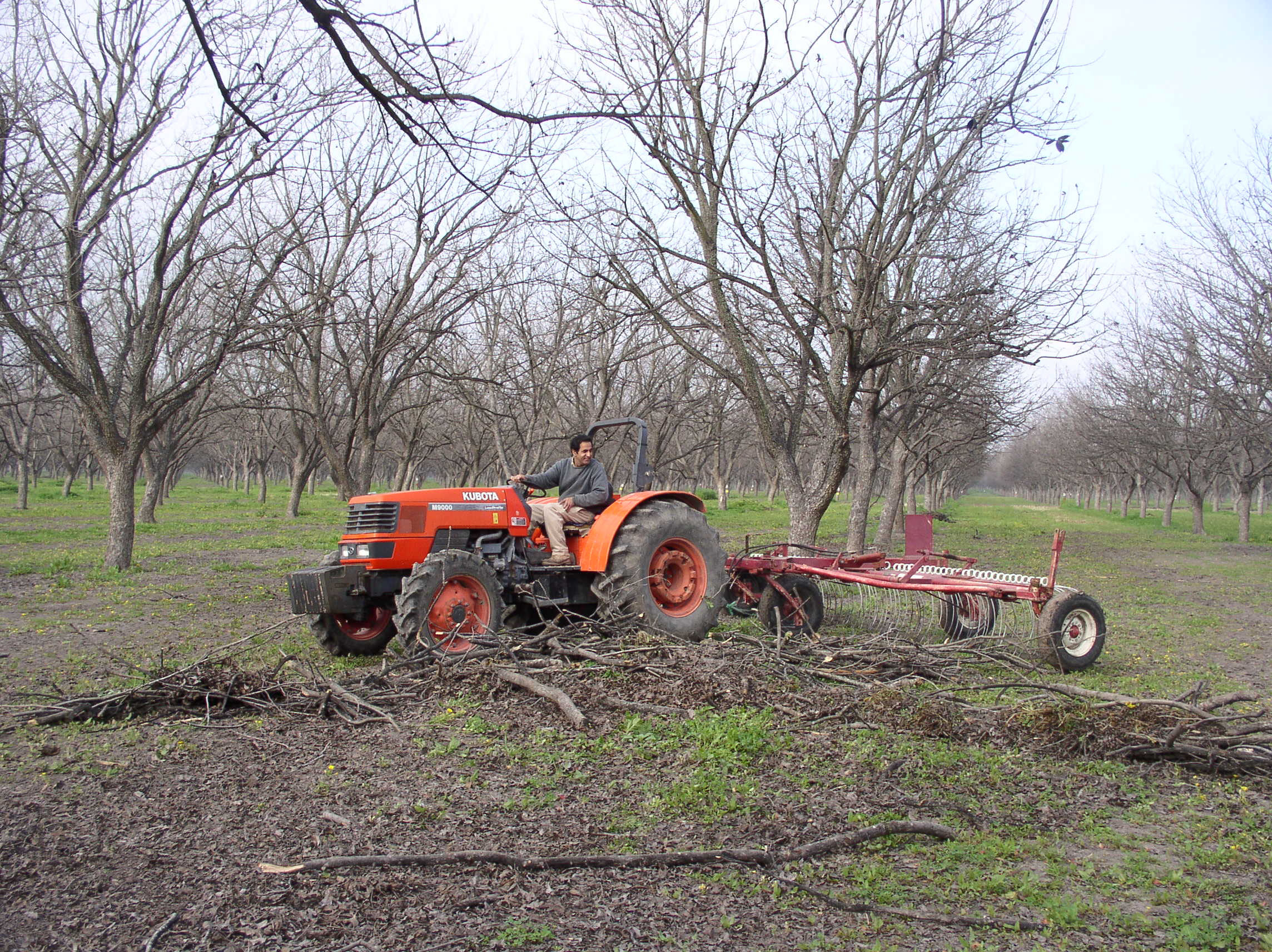
Rastrello a scarico intermittente, impiegato per l'andanatura dei residui di potatura di un frutteto.

I rastrelli a scarico intermittente funzionano con il principio del comune rastrello: trainano il foraggio quando sono abbassati e lo scaricano, al sollevamento dell'organo lavorante, in cumuli isolati o allineati. Non possono essere usati per gli altri lavori di fienagione, come lo spandimento e il rivoltamento del fieno, in quanto l'azione del pettine è esclusivamente di movimentazione del foraggio in masse più voluminose. L'eventuale impiego su un'andana determina solo la distruzione della stessa con formazione di cumuli irregolari senza distribuire uniformemente il foraggio sulla superficie. Il rastrello a scarico intermittente va perciò impiegato come macchina complementare allo spandifieno.
Per quanto riguarda la ranghinatura, l'obiettivo per cui è concepita questa macchina, si ha comunque una cattiva qualità del lavoro, rispetto a quello eseguito dai ranghinatori polivalenti. All'azione del rastrello, infatti, possono sfuggire gli steli d'erba disposti parallelamente alla direzione d'avanzamento del pettine. Inoltre, le andane formate con lo scarico intermittente sono irregolari e possono condizionare negativamente il funzionamento della macchina raccoglitrice.
La limitata versatilità del rastrello a scarico intermittente e la qualità carente della ranghinatura sono fattori che relegano questa macchina ad un ruolo marginale, in quanto ad esso è preferito l'impiego dei ranghinatori propriamente detti, macchine più versatili, che mantengono tuttavia una meccanica relativamente semplice.